# Саксен-Гота-Альтенбург

Герб Саксен-Гота-Альтенбурга

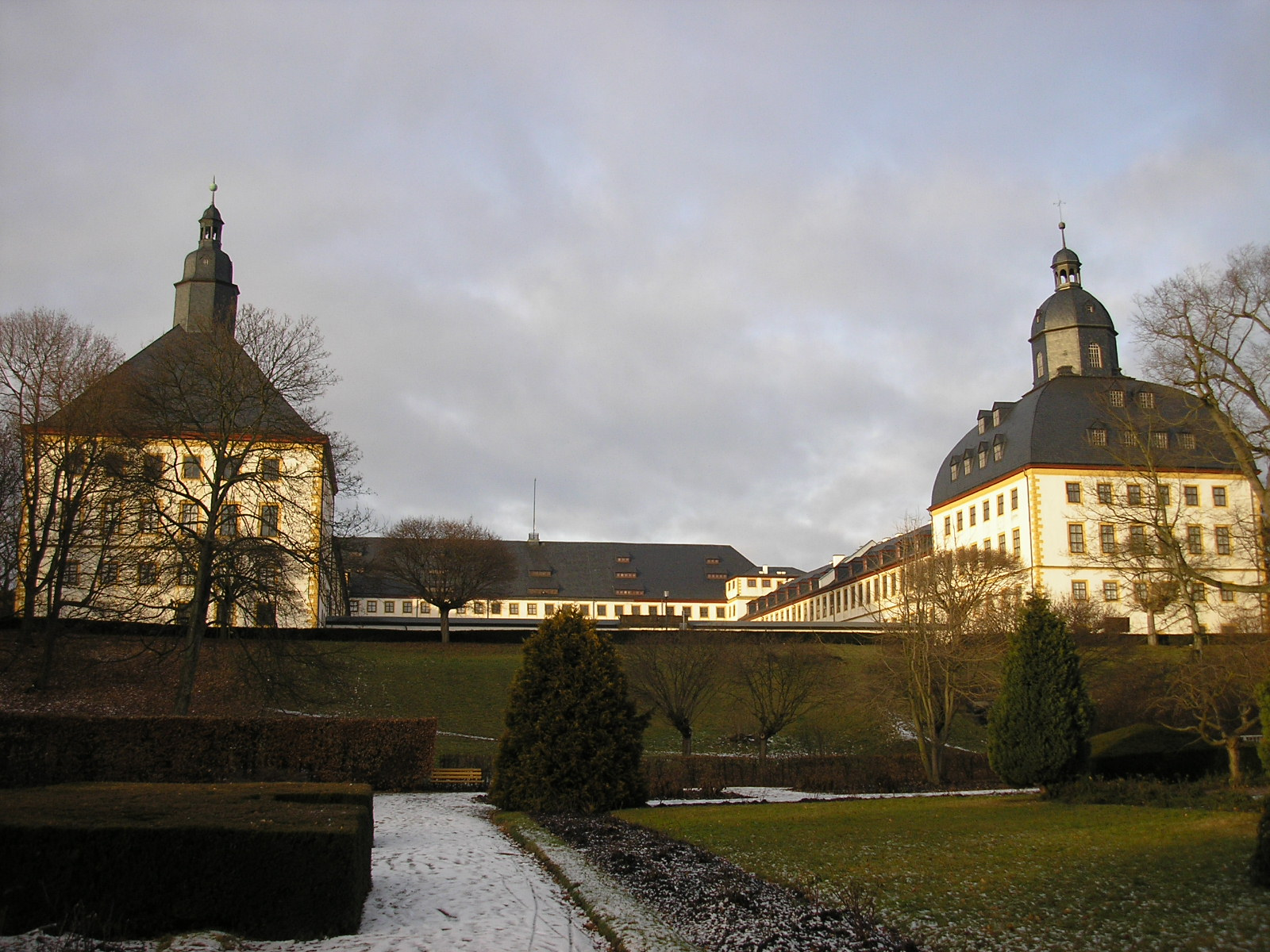
Резиденция герцогов Саксен-Гота-Альтенбурга — замок Фриденштайн в Готе

Саксен-Гота-Альтенбург — эрнестинское герцогство на территории современной земли Тюрингия. В 1806 году Саксен-Гота-Альтенбург вступил в Рейнский союз, а в 1815 году — в Германский союз.
Угасание правившей в герцогстве династии в 1825 году привело к разделу территории герцогства между Саксен-Кобургом, к которому отошла Саксен-Гота, и Саксен-Гильдбурггаузеном, к которому отошёл Саксен-Альтенбург. Герцог Саксен-Гильдбурггаузенский передал небольшое герцогство Гильдбурггаузен Саксен-Мейнингену.

## Возникновение герцогства

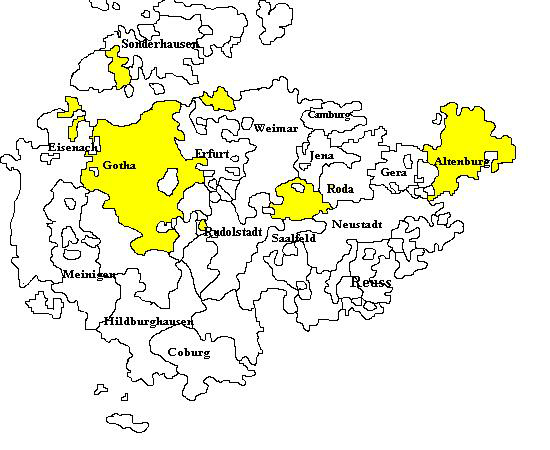

Саксен-Гота-Альтенбург на карте Тюрингии, 1680 г. (тёмно-жёлтым цветом)

Родоначальником Саксен-Гота-Альтенбурга является герцог Саксен-Готы Эрнст I Благочестивый, младший сын герцога Саксен-Веймара Иоганна III. В 1640 году Эрнст Благочестивый и его братья разделили между собой отцовское наследство (Эрнестинский раздел), при этом Эрнсту Благочестивому досталась Саксен-Гота, выделенная из Саксен-Веймара. В 1672 году угасла династия герцогов Саксен-Альтенбурга, и его владения были поделены между Саксен-Веймаром и Саксен-Готой, причём львиная доля земель досталась Саксен-Готе. Возникло герцогство Саксен-Гота-Альтенбург, а семья Эрнста Благочестивого с этого момента стала носить соответствующее имя.
В 1680 году, спустя пять лет после смерти Эрнста Благочестивого произошёл следующий раздел земель (Готский раздел). Альтенбург и Гота остались в одних руках и были переданы старшему сыну Эрнста Благочестивого Фридриху I Саксен-Гота-Альтенбургскому. По соглашению раздела отцовских земель от 24 февраля 1680 года ему достались амты Гота, Теннеберг, Ваксенбург, Ихтерхаузен, Георгенталь, Шварцвальд, Райнхардсбрунн, Фолькенроде, Оберкранихфельд, Альтенбург, Лейхтенбург и Орламюнде. Сформированное из них государство называлось Саксен-Гота-Альтенбург.

## Угасание линии и преемники
Два последних правителя из рода Саксен-Гота-Альтенбурга умерли, не оставив наследников мужского пола. У герцога Августа родилась одна дочь, герцог Фридрих IV, и так не занимавшийся управлением государством по болезни, умер неженатым и бездетным. После его смерти начались конфликты вокруг наследства Саксен-Гота-Альтенбурга с участием остальных правящих домов эрнестинской линии, конец которым положило третейское решение короля Саксонии Фридриха Августа I.
Саксен-Гота-Альтенбург подвергся новому разделу: Альтенбург отошёл герцогу Саксен-Гильдбургхаузенскому, а Гота — герцогу Саксен-Кобург-Заальфельдскому Эрнсту I, которому пришлось отказаться от Заальфельда, чтобы появилось новое герцогство Саксен-Кобург-Гота.

## Герцоги Саксен-Гота-Альтенбурга
Имя, годы жизни, годы правления, супруга
- Эрнст I Саксен-Готский, 1601—1675, 1640—1675, Елизавета София Саксен-Альтенбургская
- Фридрих I Саксен-Гота-Альтенбургский, 1646—1689, 1675—1689, в первом браке Магдалена Сибилла Саксен-Вейсенфельсская, во втором браке Кристина Баден-Дурлахская
- Фридрих II Саксен-Гота-Альтенбургский, 1676—1732, 1689—1732, Магдалена Августа Ангальт-Цербстская
- Фридрих III Саксен-Гота-Альтенбургский, 1699—1772, 1732—1772, Луиза Доротея Саксен-Мейнингенская
- Эрнст II Саксен-Гота-Альтенбургский, 1745—1804, 1772—1804, Шарлотта Саксен-Мейнингенская
- Август Саксен-Гота-Альтенбургский, 1772—1822, 1804—1822, в первом браке Луиза Шарлотта Мекленбург-Шверинская, во втором браке Каролина Амалия Гессен-Кассельская
- Фридрих IV Саксен-Гота-Альтенбургский, 1774—1825, 1822—1825, с его смертью угасла династия Саксен-Гота-Альтенбурга

## Резиденции герцогов Саксен-Гота-Альтенбурга

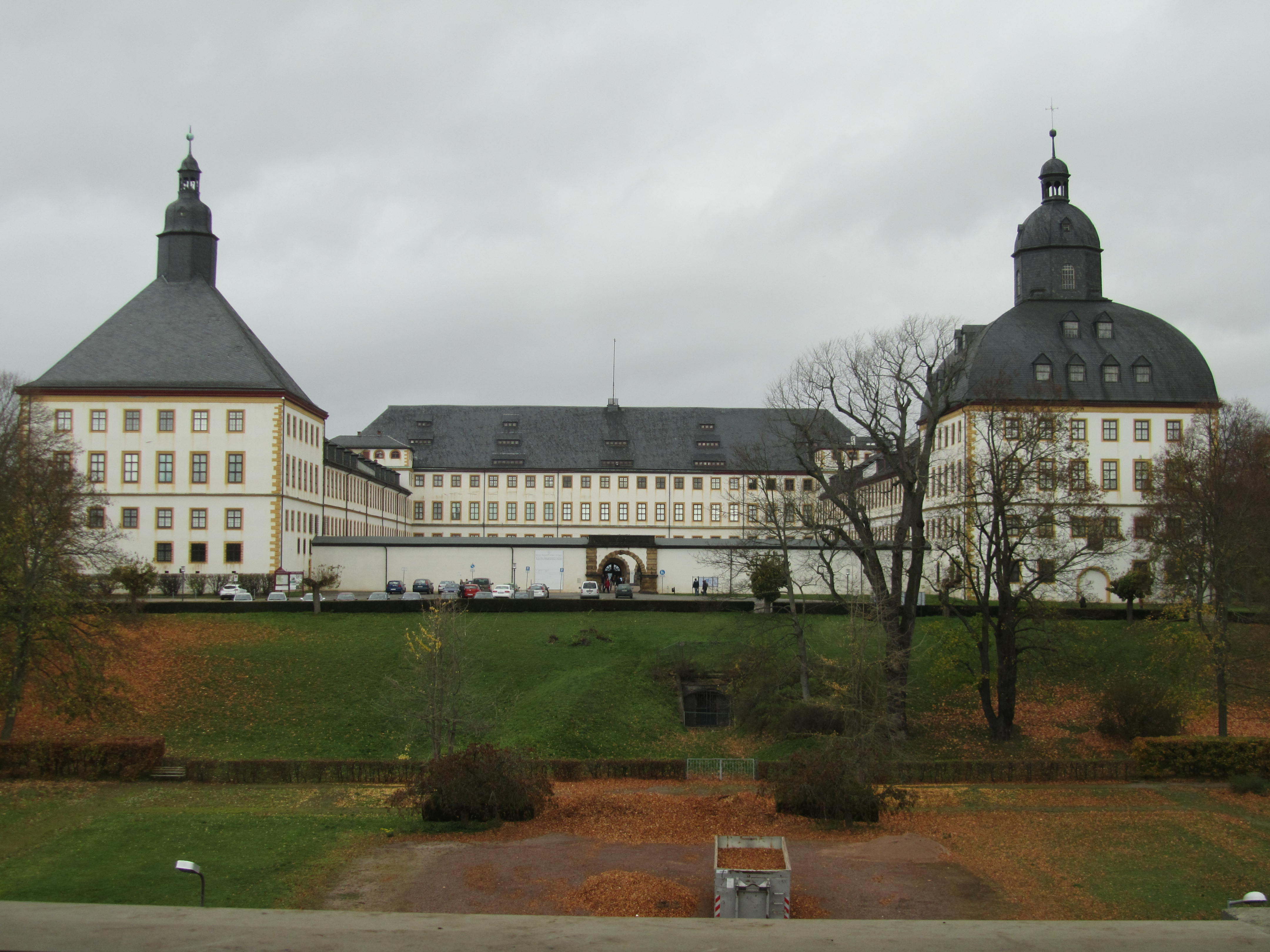
Замок Фриденштайн (Гота)
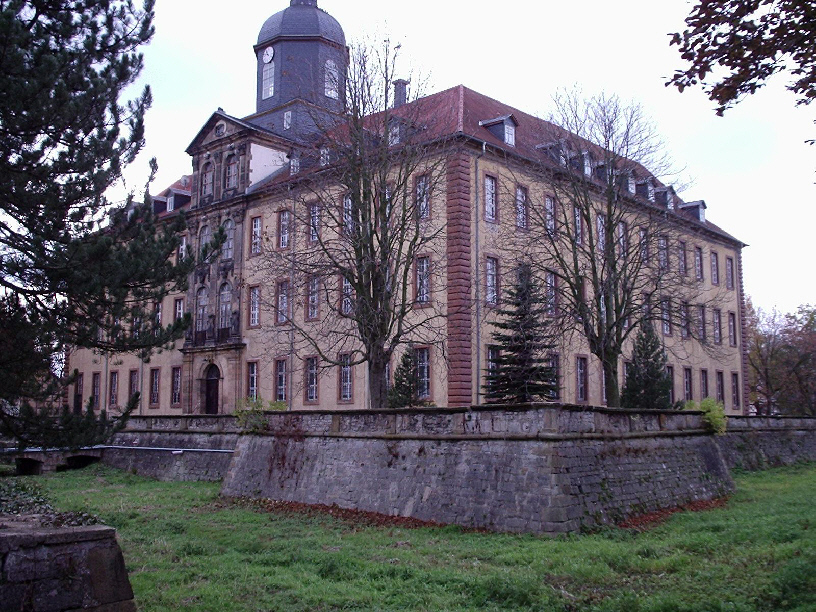
Фридрихсверт — летняя герцогская резиденция
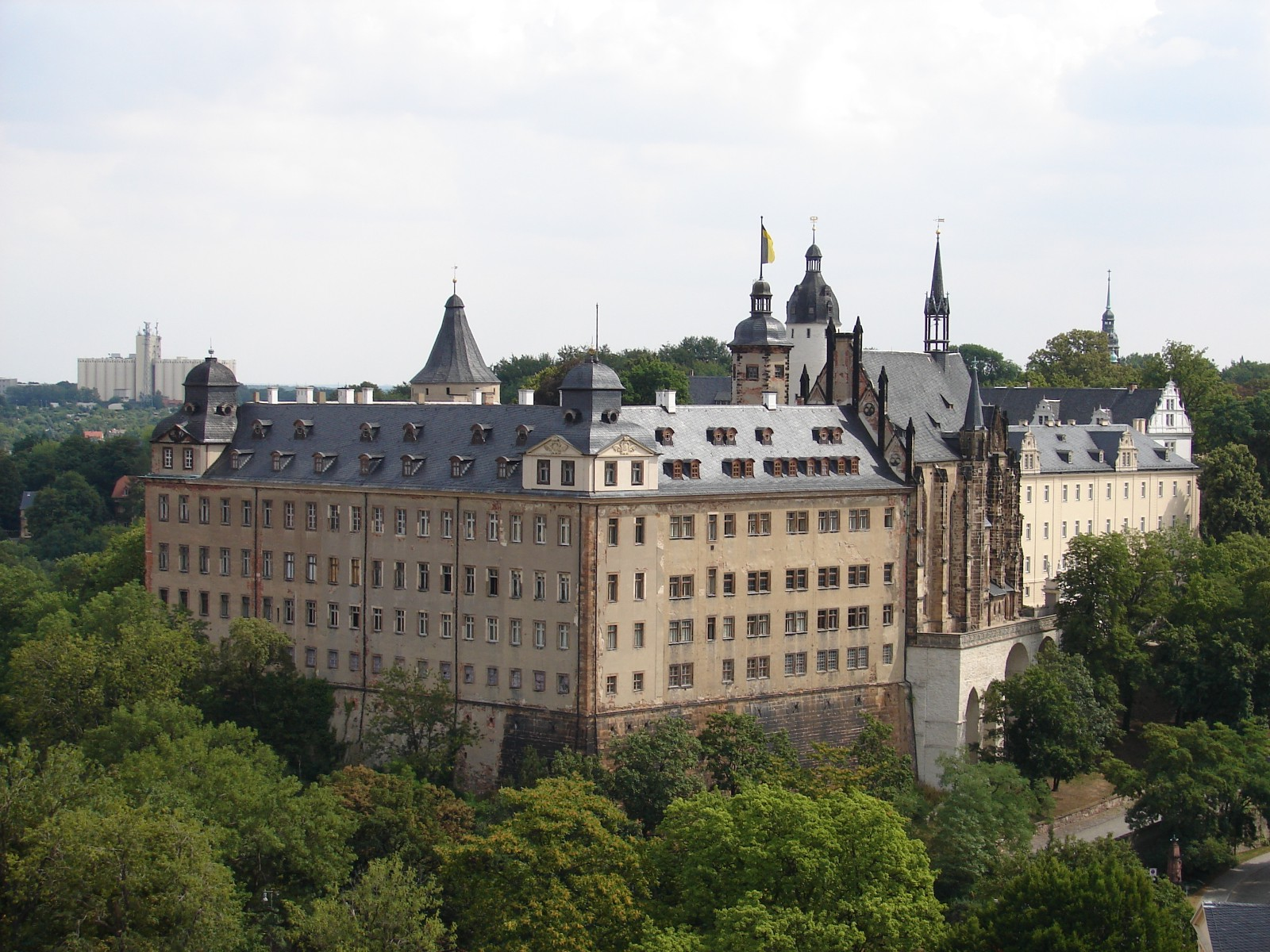
Альтенбургский замок